# دمیترو زولا
دمیترو زولا (اوکراینی: Дмитро Анатолійович Сула؛ زادهٔ ۲۲ فوریهٔ ۱۹۹۴) بازیکن فوتبال اهل اوکراین است.